# Amerikai animáció a televízió-korszakban
A rajzfilmipar drámai változásokon ment keresztül a televízió megjelenése utáni négy évtizedben.
Egyfelől a stúdiók leálltak a túl drága, moziban vetített rajzfilmekkel, s új, kimondottan televíziós animációra szakosodó, gazdaságosan működő vállalkozások alapultak. A nyolcvanas évek végére az animációs aranykor hírhedt animátorai már mind meghaltak, vagy legalábbis nyugdíjba vonultak átadva a helyüket a változásra fogékonyabb animátorok új generációjának.

## Moziból a tévébe
A rajzfilmek sosem csak a gyerekek számára készültek. Az aranykor filmjei, mint a Red Hot Riding Hood pikáns és sikamlós humorúak voltak, bár a filmesztéták elsősorban mégis gyermekműsornak tartották őket. Ez a felfogás a televízió, mint médium megjelenésével megváltozott a negyvenes évek végén.
Az egyik legelső televízióban sugárzott rajzfilm a Felix, a macska volt. 1938-ban Chad Grothkopf rajzfilmes megalkotta a nyolc perces kísérleti filmjét, a Willie the Worm-ot. Ez lett a legelső, kimondottan a televízió számára készített animációs film, s az NBC-n volt látható.
Amint a TV elterjedt, s elvonta a filmszínházak közönségét, sok TV-adó vetítette gyermekműsoraiban a húszas-harmincas évek klasszikus rajzfilmjeit, így egy új generációnak is bemutatva azokat. Paul Terry rajzfilmes eladta a Terrytoons teljes archívumát a televíziónak és visszavonult az ötvenes évek elején. Ez hosszú életet biztosított olyan hősöknek, mint Mighty Mouse vagy Heckle és Jeckle, akik az elkövetkező negyven év gyermekműsorainak állandó szereplői lettek.
Számos limitált animációs technikával készült korai TV-s rajzfilm jelent meg. Ezek a filmek általában öt percesek voltak, s a tv-csatorna váratlan helyzetekkor bejátszhatta őket. Az egyik ilyen sorozat a Crusader Rabbit volt, Alexander Anderson és Jay Ward műve. Egy kis floridai stúdióban készült egy másik korai széria, a Colonel Bleep. Néha már létező rajzfilmek jelentették a terepet új, bevezetésre szánt rajzfilmfiguráknak – 1956-ban a Howdy Doody show-ban vetítették az első Gumby gyurmafilmet Art Clokey-tól.
1954-ben Walt Disney is megvetette a lábát a televízióban új, heti rendszerességgel jelentkező tv-sorozatával, a Disneylanddel. Az ABC csatornán futó műsor egyszerre volt a frissen nyílt Disneyland vidámpark reklámja, s Disney évtizedekig tartó kapcsolatának kezdete a TV-vel, ami később a Walt Disney’s Wonderful World of Color című sorozatban csúcsosodott ki. Bár Disney felmérte, hogy az új médium gazdaságilag nem kompatibilis saját produkcióival, s így elvetette a nagyobb TV-s animációs projekteket, elkészített egy új karaktert kimondottan a televízió számára. Ő volt Ludwig Von Drake. A figura a klasszikus Disney-rövidfilmekből összeállított sorozat ”konferansziéja” lett. Walt haláláig bábáskodott a műsor felett.

### Hanna-Barbera

Scooby-Doo és csapata, a Hanna-Barbera stúdió sztárjai

Az első nagyobb animációs stúdió, ami kifejezetten televíziós projektekkel foglalkozott, a Hanna-Barbera lett. Mikor az MGM bezárta rajzfilmes részlegét 1957-ben, Hanna és Barbera átnyergelt a TV-hez, s családi műsorokat kezdtek készíteni. Az első Hanna-Barbera sorozat az NBC-n sugárzott The Ruff & Reddy Show, az első csatornafüggetlen műsor pedig a Foxi Maxi (The Huckleberry Hound Show) volt. A stúdió a hatvanas években érte el működésének legnagyobb sikereit, mikor elindult az ABC-n a Frédi és Béni, avagy a két kőkorszaki szaki (The Flintstones), az első, egyenként félórás részekkel jelentkező animációs szitkom. A sorozat főműsoridőben futott. A Flintstones volt az első főműsoridős Hanna-Barbera sorozat, s olyanok követték, mint a The Jetsons, a Turpi úrfi (Top Cat) és a Jonny Quest.
A Flintstones 1966-os befejezése után a stúdió a szombat reggeli műsorsáv felé fordult, de a hetvenes években ezen kívül olyan csatornafüggetlen szériákat is alkottak, mint a Wait Till Your Father Gets Home. A Scooby-Doo, merre vagy? fergeteges sikere után (ami először 1969-ben futott a CBS-en) a Hanna-Barbera a következő évtizedben a Scooby-formulát használta: egy csapat tinédzser rejtélyeket old meg, s ebben általában segítségükre van egy humoros állat vagy egy szellem. Scooby-Doo inkarnációi 17 évadon keresztül futottak a CBS-en és az ABC-n, majd 1981-ben a stúdió ismét mérföldkőhöz jutott: a Hupikék törpikék lett a legsikeresebb, nem-Scooby sablont alkalmazó sorozatuk.

### Limitált animáció
Lásd még: Limitált animáció

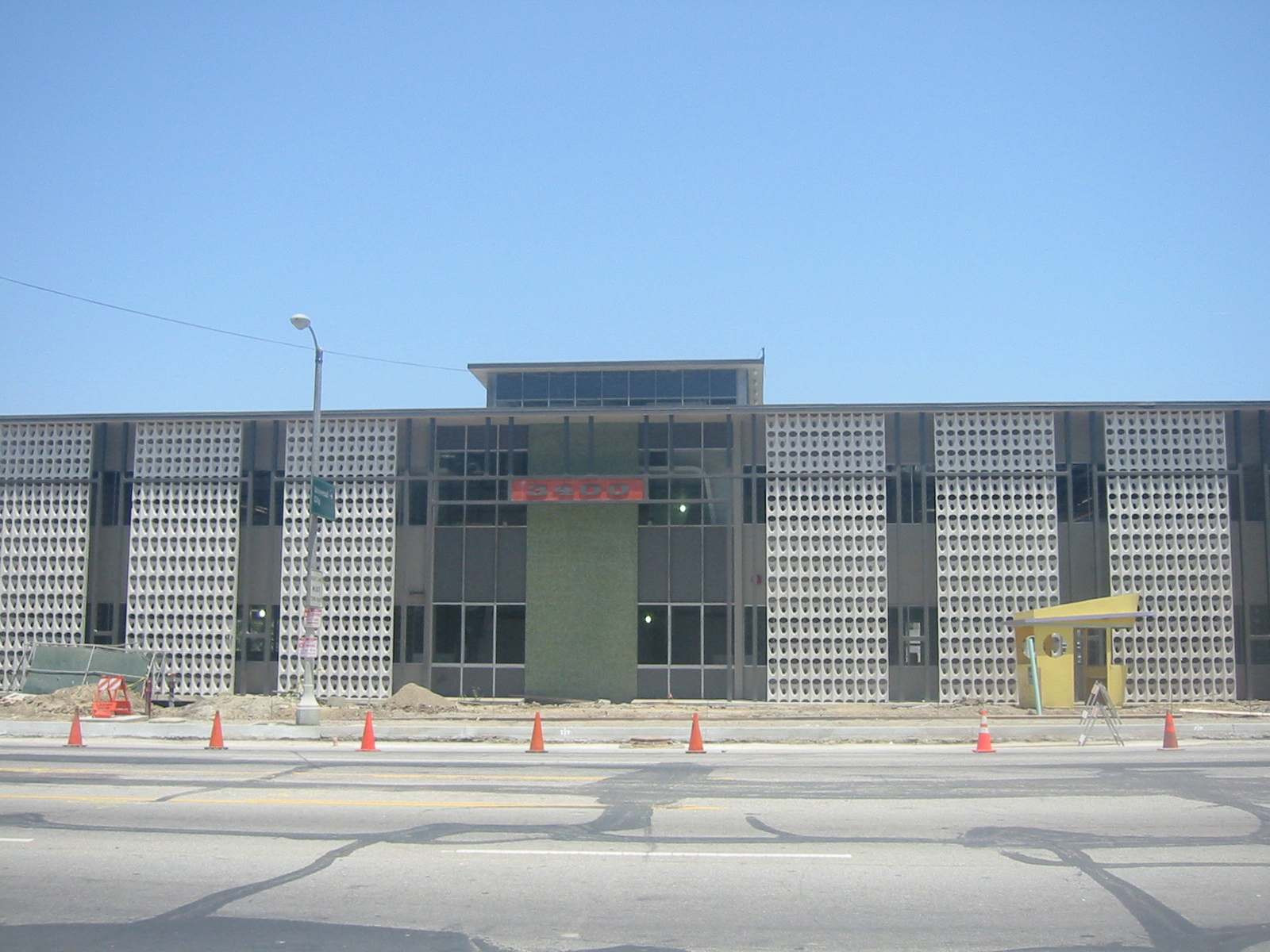
A korábbi Hanna-Barbera stúdió épülete a kaliforniai Studio City-ben, a Cahuenga Blvd. 3400 alatt. A kép 2007-ben készült

A televíziós animáció legnagyobb problémája a záros határidő volt. Míg a moziban vetített rövid rajzfilmek között akár hat hónap is zavartalan munkával telhetett, a televízió évadonként 10-20 félórás epizódot igényelt. Ezért költség- és időtakarékos megoldásokhoz folyamodtak az animátorok, amelyek felgyorsíthatják az alkotói folyamatot, s a limitált animációs technika ehhez kiváló lehetőséget nyújtott.
A UPA stúdió volt az első, ami ehhez folyamodott. 1952-ben, baloldali munkásmozgalmi ténykedései miatt az Amerika-ellenes Tevékenységeket Vizsgáló Bizottság (House Un-American Activities Committee) John Hubley-t eltávolította a Columbia Pictures holdudvarába tartozó stúdiótól. A stúdió kreatív atmoszférája Hubley után többé nem volt a régi, s a moziban vetített rajzfilmek készítésével 1959-ben le is álltak. Hogy a vállalat ne legyen végleg az enyészeté, a UPA a televízió felé fordult. A Mr. Magoo és a Dick Tracy rajzfilmek televíziós változatai nem voltak túl népszerűek, s nem is hoztak sokat a stúdió konyhájára. Az 1962-es Gay Purr-ee című mozifilm (amit a Warner Bros. forgalmazott, és olyan sztárok hangjain szerepeltetett, mint Judy Garland és Robert Goulet, Harold Arlen, Yip Harburg zenéjével) és a Mr. Magoo’s Christmas Carol után a UPA 1964-ben bezárt.
A Jay Ward Studio, a The Rocky and Bullwinkle Show készítői is limitált animációt alkalmaztak sorozataikban, de ezt a szatirikus hidegháborús hangulattal, pop-kulturális utalásokkal feledtették. Ahogy a korai Crusader Rabbit filmek, a The Rocky and Bullwinkle is több részes sorozattá vált. A Ward további sorozatai a George of the Jungle, a Super Chicker és a Tom Slick voltak. Később több animált reklámot is készítettek a Quaker Oats számára.

## A hatvanas-hetvenes évek

A Süsü keselyűk is limitált animációs technikával készült

A hatvanas évekre a rajzfilmek mint gyermekműsorok kerültek a köztudatba. Az animáció egyre távolabb került a filmszínházaktól; míg Disney további egész estés rajzfilmekkel próbálkozott, az MGM és a Warner Bros. rajzfilmstúdiói bezártak, s végleg elhagyták a rajzfilmipart az évtized végére. Az amerikai animációt innentől kezdve a televíziós, limitált animációs rajzfilmek uralták, amiket kifejezetten gyerekeknek gyártottak. Jóllehet számos filmes próbált ezeknek a prekoncepcióknak ellentmondani a hatvanas és hetvenes években ambiciózus (és gyakran vitatott) projektekkel, amik felnőttek számára készültek.

### Mit tenne Walt?
A hatvanas években Walt Disney újabb animációs filmjei, mint a 101 kiskutya, a The Sword in the Stone, az élőszereplős/animációs Mary Poppins és a Dzsungel könyve által a közönség ismét felfedezte magának a stúdiót. A Marry Poppins öt Oscar-díjat nyert (s a stúdió első Legjobb Film jelölését is elhozta), és 1964 legsikeresebb filmjévé avanzsált, illetve elindította Julie Andrews karrierjét is, aki a legjobb színésznőnek járó Oscart vehette át. A Walt Disney’s Wonderful World of Color az NBC-n a vasárnap esti műsorsávba került, és olyan korábbi Disney-legendákat szerepeltetett ismét, mint Mickey egér, Donald kacsa, Goofy és Pluto, hosszú idővel azután, hogy az eredeti mozis rajzfilmjeik készítésével leálltak. Az archív filmekből álló sorozat 1983-ig futott. 1961-ben Walt segédkezett a California Institute of Arts megalapításában. Az alapítvány keretén belül animátorok új, tehetséges generációja kerülhetett a céghez. 1966-ban a stúdió megvásárolta A.A. Milne Micimackójának jogait, s elkészült a később trilógiává duzzadó Micimackó első epizódja.
A Disney birodalom óriási veszteséget szenvedett, mikor 1966. december 15-én Walt Disney tüdőrákban elhunyt. Bár a stúdió próbált Walt nyomdokaiba lépni (a korszak hírhedt szállóigéje a „Mit tenne Walt?”), a stúdió népszerűsége lehanyatlott a hetvenes években. A vidámparkok (a Disneyland és az 1971-ben megnyílt Walt Disney World) veszteséges lett a filmdivízióval együtt. Emellett sok veterán animátor vonult nyugdíjba vagy hunyt el, így a stúdiónak gondoskodnia kellett utánpótlásról is. 1973-ban Eric Larson különleges animátorképzésbe kezdett.
A stúdió első Walt utáni egész estés rajzfilmjei a Macskarisztokraták, a Robin Hood és a The Rescuers voltak, az első rövidfilmek pedig a Winnie the Pooh and the Blustery Day, az It’s Tough to Be a Bird, a Winnie the Pooh and Tigger Too! és a The Small One lettek. Az első élőszereplős/animációs hibridek a Bedknobs and Broomsticks és a Pete’s Dragon voltak. Ezek közül néhány film vegyes fogadtatásban részesült, a Robin Hoodot például az újrafelhasznált animáció miatt kritizálták (a The Phony King of England rajzait használták fel újra), de mindez csak azért történt, mert a film készítése jócskán kifutott a vállalt határidőn.
Mégis sok film szerzett Oscar-jelölést (két díj is született, egy a Bird című rövidfilmért, s egy a Bedknobs különleges effektusaiért). A három Micimackó-rövidfilmet – ahogy Walt eredetileg is szerette volna – végül összevágták, s 1977 ben bemutatták immár egész estés formátumban The Many Adventures of Winnie the Pooh címen.
Walt halála után a legsúlyosabb károkat 1979 szeptemberében szenvedte a cég, mikor Don Bluth animátor 11 társával együtt kilépett (ez akkor igen nagy veszteség volt), többek között Gary Goldmannel és John Pomeroyjal. Felrúgván a Disney status quo-ját megalapították saját stúdiójukat, s elkészítették a Banjo, the Woodpile Cat című rövidfilmet és a The Secret of NIMH című egész estés művet. A Disney a nyolcvanas években bizonytalan jövő előtt állt, még a 39 900 000 dolláros nyereség, és a The Fox and the Hound jó kritikái ellenére is.

### A Termite Terrace vége

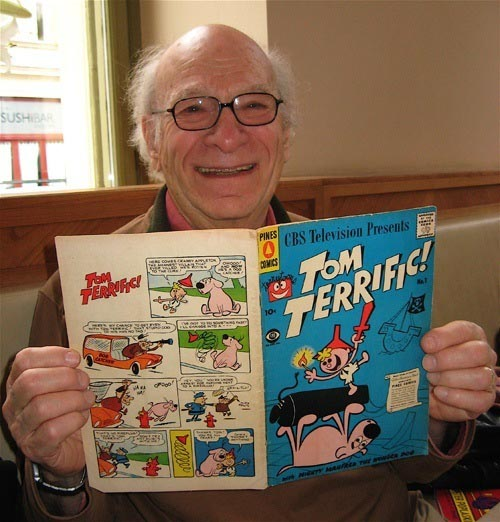
Gene Deitch, néhány hatvanas évekbeli Tom és Jerry-epizód alkotója. Ezek a filmek nem lettek túl népszerűek

A Warner Bros. animációs részlege 1963-ban végérvényesen bezárt, és a Termite Terrace-es rendezők külön utakon kezdtek járni. Friz Freleng társtulajdonosa lett a DePatie-Freleng Enterprises-nak, ami az 1964 és 1967 közti Looney Tunes és Merrie Melodies rajzfilmeket készítette. A Warner Bros. – Seven Arts stúdió 1967-től 1969-ig ismét működött, de az olcsó rajzfilmek nem produkáltak nagy sikereket. A Seven Arts-korszak új karakterei, mint Cool Cat, Bunny és Clude, Quick Brown Fox és Rapid Rabbit illetve Marlin the Magic Mouse sosem vált sztárrá, míg a Termite Terrace rajzfilmek, a televíziós ismétlésekkor ismét nagy népszerűségnek örvendhettek a szombat reggeli műsorsávban egészen a 20. század végéig.

### Chuck Jones és az MGM
1961-ben Chuck Jones írta a Gay Purr-ee történetét a UPA-nek. Mikor a Warner Bros. a következő évben forgalmazni kezdte a filmet, rájöttek, hogy Jones áthágta a Warnerrel kötött szerződését, s emiatt kirúgták. Jones Les Goldmannel társult, és megalapították a Sib Tower 12 Productions-t, hogy egy új  Tom és Jerry  sorozatot készítsenek az MGM-nek; ezek a rövidfilmek már nem voltak olyan népszerűek, mint a Hanna-Barbera-korszak filmjei, de a Gene Deitch-féle Tom és Jerry-knél még így is kedveltebbek lettek a hatvanas évek elején. Jones számos sikeres televíziós rajzfilmet készített, mint például a How the Grinch Stole Christmas, az 1966-os, CBS-en bemutatott Dr. Seuss adaptáció, amit mind a mai napig gyakran ismételnek és több ízben is kiadták videón és DVD-n. Jones emellett három rövidfilmet csinált Rudyard Kipling műve, A dzsungel könyve című könyv alapján, egy egész estés MGM-filmet The Phantom Tollbooth címmel, és az 1970-es Horton Hears a Who! -t.

### Friz Freleng
Miután végérvényesen maga mögött hagyta a Termite Terrace-t, Friz Freleng és új partnere, David H. DePatie hozzáfogott a Rózsaszín párduc sorozathoz, ami a hatvanas és hetvenes években futott egyszerre moziban és televízióban, köszönhetően egy megállapodásnak a United Artists-szal. Freleng emellett több Dr. Seuss-adaptációt is gyártott a hetvenes években: ezek a The Cat in the Hat és a The Lorax.
1981-ben Friz Freleng visszavonult. A DePatie-Freleng Enterprisest eladták a Marvel Comics-nak, és ezután a Marvel Productions Ltd. holdudvarába tartozott. Ez az új stúdió elsősorban a játékiparra fókuszált, s egy egészen új közönséget talált magának a gyerekek között olyan akciódús rajzfilmeknek köszönhetően, mint a G.I. Joe: A Real American Hero és a The Transformers.

### A Sárga tengeralattjáró
1968-ban a The Beatles zenéje és Peter Max művészete által inspirált kanadai animátor, George Dunning megalkotta a Sárga tengeralattjárót. Korábban futott egy animációs film a Beatles szereplésével. Ezt az együttes elutasította, és a Sárga tengeralattjáró készítését saját maguk felügyelték. A végeredmény annyira tetszett nekik, hogy elvállalták az élőszereplős epilógusban való megjelenést. A Sárga tengeralattjáró kultuszfilm, és a hatvanas évek ellenkultúrájának ikonja lett.

### Ralph Bakshi színrelép

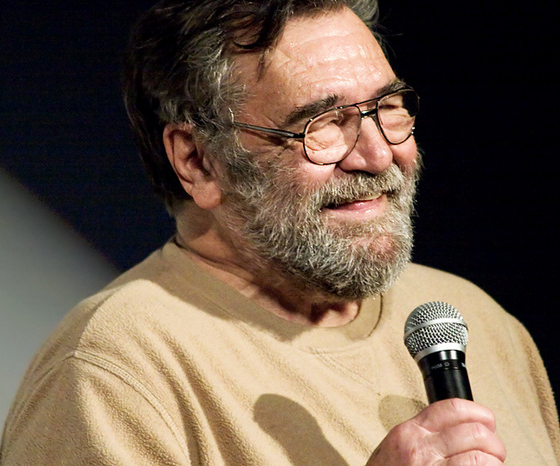
Ralph Bakshi próbálkozott először a kimondottan felnőtteknek szóló animációs filmekkel a hetvenes években

A rajzfilmipar stagnált és változásra volt szüksége. Ezt a fiatal rendező, Ralph Bakshi hozta el. Bakshi érezte, hogy nem tud többé a korábbi animációs tendenciák alapján dolgozni. Ahogy egy 1971-es, Los Angeles Times-nak adott nyilatkozatában közölte: ”a tény, hogy felnőtt emberek pillangókat rajzolgatnak egy virágos mezőre, miközben amerikai gépek bombáznak Vietnámban és kölykök vonulnak az utcákon, az egyszerűen röhejes.”
Steve Krantz producerrel létrehozták a Bakshi Productionst, egy underground, szabadszellemű stúdiót ami teret engedett a női, illetve a kisebbségi körökből származó animátoroknak. Emellett a fizetések is jóval magasabbak voltak, mint bármelyik másik stúdiónál. 1969-ben megalapult a Ralph’s Spot nevű divízió, ami Coca-Cola reklámokat, és a Max, the 2000 Year-Old Mouse című sorozatot készítette, ami egy tanító-nevelő rajzfilmsorozat az Encyclopædia Britannica finanszírozásában.
Jóllehet Bakshit ezek a projektek nem érdekelték, és valami személyeset szeretett volna alkotni. Ebből az elhatározásból született a Heavy Traffic, ami az utcai életről szólt. Krantz figyelmeztette Bakshit, hogy nem fognak támogatókat találni a filmhez a témája miatt.
Amikor Bakshi a Manhattan/St. Mark’s Place-en az East Side Book Store-ban nézelődött, kezébe akadt Robert Crumb műve, a Fritz, a macska. Bakshinak tetszett Crumb fanyar humorú szatírája, s ebből készült később a nagy sikerű film.
A Fritz, a macska volt az első animációs film, ami X-besorolást kapott az MPAA-tól (=csak felnőtteknek), és egyben ez lett minden idők legnyereségesebb független animációs filmje.
A második film (a feljebb már említett Heavy Traffic) után Bakshi lett a rajzfilmipar második embere Walt Disney után, aki két nagy sikerű filmet készített egymás után.

### Más animációs munkák
A hetvenes években néhány független egész estés animációs projekt született. A Watership Down és a Heavy Metal sikert aratott, míg Richard Williams Raggedy Ann & Andy: A Musical Adventure-je elvérzett a kasszáknál. A rajzfilmipar továbbra sem vett tudomást olyan projektekről, amelyeket nem gyerekeknek és/vagy a szombat reggeli műsorsávba szántak.

## Kommerszializálódás és ellenkultúra

A Kacsamesék volt az első csatornafüggetlen Disney-sorozat a szombat reggeli sávban

A televíziós animációkat csak a gyerekek számára készítették, s a tradíció, hogy szombat reggelente rajzfilmeket nézzenek, amerikai gyermekek milliói számára vált rituálévá. A csatornák többórás rajzfilmblokkokat sugároztak. A Hanna-Barbera Productions volt a mozgalom vezetője, de rajtuk kívül több stúdió, mint a Filmation (Fat Albert and the Cosby Kids, The Archies) és a DePatie-Freleng Enterprises (Rózsaszín párduc) is versenyben volt, ám a hetvenes évekre a Hanna-Barbera monopolhelyzetbe került. A Hanna-Barbera limitált animációs stílusát Chuck Jones egyszer „illusztrált rádiónak” nevezte, mivel olyan olcsó volt, hogy ha egy műsort leállítottak, a stúdiónál máris kész volt a következő.
A hatvanas évektől a nyolcvanas évekig sok sikeres, főműsoridős speciális filmet is sugároztak. Mivel ezeket a filmeket este sugározták (s így a felnőttek is gyakrabban látták őket), sokkal többre értékelték őket, mint a szombat reggelieket. A CBS-nél készült a legtöbb ilyen film, s ezeket később többször is ismételték, és videón és DVD-n is kiadták. A Rankin-Bass stúdió több stop-motion animációs TV-filmet készített ünnepi alkalmakra (például a Rudolph the Red-Nosed Reindeer, a Frosty the Snowman és a Santa Claus Is Comin’ to Town), míg Bill Melendez hosszú életű sorozatához, a Peanuts-hoz készült speciális epizódok több díjat is nyertek, négy egész estés mozifilm is készült belőlük, illetve egy szombat reggeli sorozat is készült hozzá. A képregényadaptációk történetének legnagyobb sikere a korábbi Peanuts-rendező, Phil Roman Jim Davis-adaptációja, a Garfield volt, amit 1982-ben láthatott először a közönség, 11 különkiadást ért meg és egy Garfield and Friends című, hosszú életű sorozatot.
A korszakban számos független animációs rövidfilm is készült, amiket art-mozikon kívül nemigen lehetett megtekinteni. Miután a hollywoodi animációs stúdiók eltűntek, a független producerek experimentális és művészi filmeket gyártottak, ezzel felfedezve az animáció művészetének új dimenzióját. Olyan rövidfilmek, mint a The Critic, a Bambi Meets Godzilla, a Lupo the Butcher és sok más mű a nagyközönség számára teljesen ismeretlen maradt, ugyanakkor ezek a filmek tartották életben a legjobb rövid animációs filmnek járó Oscar intézményét, s emellett olyan neveket adományoztak a rajzfilmiparnak, akik annak teljes átalakulását vitték véghez a nyolcvanas években.

### Animáció a nyolcvanas években

#### A televízió és a játékfigurák trendjei
A Hanna-Barbera 1981-ben robbantott az NBC-n a Hupikék törpikékkel, azonban egyéb projektjeik a nyolcvanas években nem lettek túl népszerűek. Ez a Hanna-Barbera-tulajdonos Taft Broadcasting gazdasági problémáinak tudható be, amit 1987-ben vett át Carl Linder Jr., a Great American Insurance Company tulajdonosa. Két évvel később Tom Ruegger vezetésével tömeges elvándorlási-hullám söpört végig a stúdión: az animátorok az újraalakuló Warner Bros. Animation-hez mentek. 1991-ben a Turner Broadcasting System felvásárolta a Hanna-Barberát annak archívumával együtt.
A nyolcvanas években más stúdiók a „H-B Szombat” dominanciája miatt nem jutottak sok lehetőséghez. Ilyen volt a Ruby-Speary Productions (Alvin and the Chipmunks), a Marvel Productions  és Jim Henson (Muppet Babies), a DiC Entertainment és a Columbia Pictures Television (The Real Ghostbusters), illetve a Film Roman (Garfield and Friends). Emellett a szombat reggeli sávban megjelentek főműsoridős sorozatok animációs változatai, a Happy Days és spin-offjai, a Mister T, az ALF: The Animated Series, az It’s Punky Brewster, a The Gary Coleman Show és a Little Rosie. Harminc év ellenállás után a Disney végül megjelent a szombat reggelben, 1985-ben elindult a Gumimacik  és a The Wuzzles. Az első csatornafüggetlen Disney-széria a Kacsamesék  volt.
1980-tól feltűntek az első, gyermekjáték-figurákon alapuló rajzfilmsorozatok, a Tini Nindzsa Teknőcök , a G.I. Joe: A Real American Hero, a The Transformers, a My Little Pony ’n Friends, a He-Man, a She-Ra: Princess of Powerr és a Care Bears (Gondos bocsok). Még a Pac-Man, sőt, a Rubik-kocka is saját animációs sorozatot kapott. Néhány egész estés film is készült játékok alapján. Bár ezek a műsorok népszerűvé váltak a gyerekek körében, a szülők felemelték szavukat a játékok reklámja, és a filmek erőszakossága ellen. Ezeket a törekvéseket 1990-ben elfogadták, és 1996-tól elkezdték annak betartatását.

#### Az anime Amerikába érkezik
Ebben az időben érkezett az anime az amerikai piacra. A legfontosabb munkák az Astroboy, a Speed Racer a hatvanas években, a Battle of The Planets és a Star Blazers a hetvenes években, és a Voltron és a Robotech a nyolcvanas években. A bejövő sorozatokat erősen cenzúrázták, hogy a gyerekek számára is fogyaszthatóvá tegyék. A Star Blazers és a Robotech kivételt képeznek. Az animék grafikai világa egyelőre nem okozott látványos változásokat, de a filmek sajátos világa a műfaj növekvő kultuszát hozta magával egészen a nyolcvanas évekig, mikor a Star Blazers és a Robotech a komplex történetekkel és erőszakosságukkal megalapozták a kilencvenes évek anime-őrületét.

#### Videóklipek
A nyolcvanas években kezdődött a videóklipek korszaka, köszönhetően az MTV-nek. Ezen filmek művészi megvalósítása törekedett arra, hogy a néző elvonatkoztasson a szombat reggeli rajzfilmektől. Néhány különösen fontos animált videóklip: Take on Me – a-ha, Sledgehammer – Peter Gabriel, Money for Nothing – Dire Straits és Harlem Shuffle – The Rolling Stones (ebben a videóban az animációt Ralph Bakshi és John Kricfalusi rendezte).

## A televízió-korszak fontosabb stúdiói
- Bagdasarian Productions
- Carolco
- DePatie-Freleng Enterprises
- DiC
- Disney
- Filmation
- Fine Arts Films
- Hanna-Barbera
- Jay Ward Productions
- King Features
- Nelvana
- Marvel Productions
- Ruby-Spears
- Sunbow Productions
- TMS
- UPA
- World Events Productions

## Fordítás
Ez a szócikk részben vagy egészben  az   Animation in the United States in the television era című angol Wikipédia-szócikk fordításán alapul.  Az eredeti cikk szerkesztőit annak laptörténete sorolja fel. Ez a jelzés csupán a megfogalmazás eredetét és a szerzői jogokat jelzi, nem szolgál a cikkben szereplő információk forrásmegjelöléseként.